# Jérôme Cahuzac
Pour les articles homonymes, voir Cahuzac.
Jérôme Cahuzac, né le 19 juin 1952 à Talence (Gironde), est un médecin et homme politique français. Il est principalement connu pour son implication dans l'affaire qui porte son nom.
Membre du Parti socialiste (PS), il est maire de Villeneuve-sur-Lot, ancien député et président de la commission des Finances, de l'Économie générale et du Contrôle budgétaire à l'Assemblée nationale jusqu'en 2012.
Sous la présidence de François Hollande, il exerce la fonction de ministre délégué au Budget auprès du ministre de l’Économie et des Finances, au sein des gouvernements Ayrault I et II, du 16 mai 2012 au 19 mars 2013. À cette date, il démissionne après des accusations de fraude fiscale. Il est ensuite exclu du PS et renonce à retrouver son mandat de député.
En 2018, il est condamné en appel pour fraude fiscale et blanchiment de fraude fiscale à deux ans de prison ferme (peine aménagée en port d'un bracelet électronique) et deux ans avec sursis, cinq ans d'inéligibilité et 300 000 euros d'amende.
À partir de 2019, autorisé par l'ordre des médecins à pratiquer de nouveau la médecine, il travaille au centre hospitalier de Bonifacio.
En 2024, il est candidat aux élections législatives dans la troisième circonscription de Lot-et-Garonne. Il arrive en quatrième position avec 14,56 % des suffrages.

## Biographie

### Parents
Les parents de Jérôme Cahuzac sont d'anciens résistants proches de Pierre Mendès France : son père, ingénieur en armement et grand invalide de guerre, est membre du réseau de Jean-Pierre Vernant et sa mère, fille d'un notable pétainiste de Castelnaudary, devenue professeure d’anglais de classe préparatoire au lycée Henri-IV, est l'organisatrice d'un réseau de passeurs de réfugiés juifs vers l'Espagne,.

### Vie privée
Marié en 1980, il a trois enfants. Au début des années 1990, il a créé avec son épouse, dermatologue, une clinique de chirurgie esthétique spécialisée dans l'implant capillaire. Assujetti à l'impôt sur la fortune, le couple — divorcé officiellement en 2015 — est propriétaire d'un vaste appartement avenue de Breteuil, dans le 7e arrondissement de Paris,.
Sportif, Jérôme Cahuzac pratique la boxe, le cyclisme, le ski et le golf. Il est amateur de cigares et collectionne les montres de luxe.
Il fréquente le Cercle de l'Union interalliée. Membre du Grand Orient de France, il voit sa suspension demandée par le Conseil de l'Ordre du Grand Orient de France en avril 2013.
Il est le frère d'Antoine Cahuzac, un temps directeur général d'EDF Énergies Nouvelles et ancien président du directoire d'HSBC Private Bank France.
En 2016, Le Parisien indique qu'il est en couple depuis plusieurs années avec Laura Vernier, chasseuse de têtes dans le domaine du luxe, qu'il a rencontrée au domicile d'Arnaud Lagardère.
En 2019, il s'installe dans la villa familiale des Cahuzac à Pianottoli-Caldarello, en Corse-du-Sud, alors qu'il purge sa peine en portant un bracelet électronique.

### Carrière professionnelle
Chirurgien de formation, il commence par exercer en cardiologie dans le public.
Après avoir travaillé au sein du cabinet de Claude Évin (ministre des Affaires sociales), Jérôme Cahuzac exerce la chirurgie esthétique en créant avec son épouse, Patricia Ménard, dermatologue, la clinique Cahuzac, spécialisée dans les implants capillaires.
En 1993, il dépose les statuts de « Cahuzac Conseil », une EURL qui travaillera exclusivement pour l'industrie pharmaceutique. Jérôme Cahuzac reconnaît avoir gagné beaucoup d'argent en officiant comme « conseiller purement technique » de la plupart des laboratoires pharmaceutiques.
En novembre 2007, Jérôme Cahuzac est condamné pour « travail dissimulé » après avoir employé dans sa clinique, de juillet 2003 à novembre 2004, une femme de ménage originaire des Philippines et sans papiers. Celle-ci était rémunérée en liquide (250 euros par mois pour 40 heures de travail),. Jérôme Cahuzac ayant remboursé l'URSSAF, réglé une pénalité de retard et finalement aidé sa femme de ménage à régulariser sa situation en France, il est dispensé de peine, tandis que la décision du tribunal n'est pas inscrite à son casier judiciaire.
En 2018, après le prononcé de sa peine d'inéligibilité, il est embauché comme médecin pour un contrat de remplacement à Cayenne.
En juillet 2019, il postule à un emploi de médecin généraliste au centre hospitalier de Bonifacio. Il y prend ses fonctions en octobre 2019. Il quitte ce poste en début d'année 2023.

### Parcours politique

#### Du militantisme à l'Assemblée nationale
Entré au Parti socialiste en 1977 par l'entregent de Guy Carcassonne, voisin et ami, militant à la section socialiste du Ve arrondissement de Paris, il s'inscrit dans le courant de Michel Rocard, dont il participe à la préparation à la candidature à l'élection présidentielle française de 1988 sur les questions de santé. Il quitte son poste de chef de clinique à la faculté de médecine pour être conseiller technique au cabinet de Claude Évin, ministre des Affaires sociales des deux gouvernements Rocard de 1988 à 1991. Il est chargé de l'élaboration de la loi Évin, encadrant la publicité sur l'alcool et le tabac. Il participe à l'élaboration des projets de loi relatifs à la solidarité et à la santé alors qu'est créée la contribution sociale généralisée. Conseiller technique pour le médicament, il est également à l'interface du ministère avec la Direction de la pharmacie et du médicament (DPHM).
À l'occasion de l’élection présidentielle de 1995, il fait partie de l'équipe de campagne de Lionel Jospin, participant à l'élaboration du programme électoral du candidat sur les questions de santé, celui-ci devenant son nouveau mentor.
En 1997, il décide de se lancer dans la vie politique élective et choisit le Lot-et-Garonne. Il est élu député dans la troisième circonscription de Lot-et-Garonne en 1997, puis devient conseiller général de Lot-et-Garonne de 1998 à 2001. Il est élu maire de Villeneuve-sur-Lot en 2001 à la faveur d’une élection triangulaire et devient président de la communauté de communes du Villeneuvois en 2001. À ce titre, il est l'un des premiers maires ou présidents d'intercommunalité de métropole à expérimenter l'huile végétale pure comme carburant.
Battu aux élections législatives en juin 2002 par Alain Merly (UMP), il retrouve son siège de député le 16 juin 2007, battant le juge antiterroriste Jean-Louis Bruguière, candidat UMP. Sa demande de non-acceptation de la candidature de son adversaire en raison de sa fonction de juge avait été refusée. Au cours de cette période, Jérôme Cahuzac se pose en spécialiste des questions de fiscalité.
Il est nommé vice-président du groupe socialiste, radical et citoyen à l'Assemblée nationale en juin 2008, porte-parole du groupe sur les questions financières. Bon orateur, prenant la parole sans notes à l'Assemblée sur les sujets fiscaux, décrit comme « toujours sûr de lui », « tranchant » et « arrogant », il critique régulièrement le gouvernement Fillon sur le bouclier fiscal, la taille dans les effectifs de la fonction publique, le creusement de la dette publique.
Le 24 février 2010, il est choisi par le groupe socialiste, radical, citoyen et divers gauche à l'Assemblée nationale (103 voix contre 60 pour Jean-Pierre Balligand et 3 voix pour Dominique Baert) pour prendre la présidence de la commission des Finances, de l'Économie générale et du Contrôle budgétaire, en remplacement de Didier Migaud, nommé premier président de la Cour des comptes par Nicolas Sarkozy.
Comme président de la commission des Finances, il adopte une position plus combative vis-à-vis du gouvernement que son prédécesseur. Il propose, à l'occasion de l'examen du projet de budget pour 2011, un amendement afin d'instaurer une « contribution de solidarité nationale » destinée aux Français domiciliés fiscalement à l'étranger. Il critique également la nomination de Christine Lagarde à la direction du Fonds monétaire international à cause de l'arbitrage rendu dans l'affaire entre Bernard Tapie et le Crédit lyonnais.
Partisan de Dominique Strauss-Kahn, il intègre l'équipe de campagne de François Hollande lors de l'élection présidentielle de 2012, chargé du budget, des finances et de la fiscalité. Annoncé par son candidat sans qu'il soit prévenu, il doit défendre le projet de tranche à 75 % sur les revenus au-delà d'un million d'euros sans y être favorable.

#### Ministre délégué au Budget
Il est nommé ministre délégué au Budget dans le premier gouvernement de Jean-Marc Ayrault le 16 mai 2012 et est reconduit après la victoire de la gauche aux élections législatives de juin, lors desquelles il est réélu avec 61 % des voix au second tour dans sa circonscription.
Sa première mission est de faire voter le collectif budgétaire durant l'été 2012 puis d'écrire le projet de loi de finances de 2013, marqué par une baisse des dépenses de 10 milliards d'euros afin de tenir l'engagement d'un déficit public à 3 % du PIB.
Après l'abandon de l'objectif d'un déficit budgétaire contenu à 3 % du PIB pour 2013, il annonce des lettres de cadrage pour les ministères impliquant une réduction des dépenses de 4 milliards pour 2014.

#### Retour dans la vie politique
Cinq ans après sa condamnation pour fraude fiscale et dix ans après son départ du gouvernement, Jérôme Cahuzac semble vouloir revenir sur la scène politique. En 2023, une association « des amis de Jérôme Cahuzac » est fondée et l'ancien ministre multiplie les visites et réunions publiques dans le Lot-et-Garonne,. Intervenant dans les médias avec un « discours anti-Nupes et anti-LFI très marqué », il déclare envisager de briguer un nouveau mandat, notamment pour les élections municipales de 2026,.
Aux élections législatives de 2024, il se présente dans la troisième circonscription de Lot-et-Garonne. Il est éliminé dès le premier tour en terminant à la 4ᵉ place du scrutin avec 14,56 % des suffrages exprimés.

## Affaires judiciaires

### Condamnation pour fraude fiscale et blanchiment de fraude fiscale

#### Premières accusations
En décembre 2012, alors qu'il est devenu une personnalité importante du gouvernement Ayrault et qu'il porte le projet de loi de finances 2013, les accusations de fraude fiscale provenant du journal en ligne Mediapart  stoppent son ascension politique. Le 8 février 2013, face à Jean-Jacques Bourdin sur le plateau de BFMTV, il déclare en utilisant l'expression « les yeux dans les yeux », que « Je n'ai pas, je n'ai jamais eu de compte en Suisse. À aucun moment ». Il démissionne de ses fonctions ministérielles le 19 mars 2013 après avoir nié publiquement devant ses pairs à l'Assemblée nationale avoir des comptes non-déclarés à l'étranger, il est remplacé par Bernard Cazeneuve. Jérôme Cahuzac reconnaît seulement plus tard, le 2 avril 2013, l'existence d'un tel compte non déclaré en Suisse (transféré ultérieurement à Singapour) et annonce le rapatriement de 600 000 € en France. Exclu du Parti socialiste le 9 avril, le 18 avril, il renonce à retrouver son siège de député un mois après son départ du gouvernement, bien que la loi l'y autorise. Le 19 mai, il annonce ne pas vouloir se représenter à la législative partielle de la troisième circonscription de Lot-et-Garonne des 16 et 23 juin 2013. Jean-Louis Costes, candidat de l'UMP sera élu avec 53,76 % des suffrages devant le Front national. Le candidat du Parti socialiste ayant été éliminé dès le premier tour. Il choisit cependant de conserver ses indemnités de ministre, contrairement au souhait du Premier ministre.
En parallèle à cette affaire, le 21 décembre 2012, Mediapart révèle que la direction régionale des finances publiques de Paris-Sud effectue des « vérifications approfondies » sur les déclarations de l'impôt de solidarité sur la fortune de Jérôme Cahuzac pour les trois années 2010 à 2012 et « dont la sincérité pourrait être remise en cause »,, ce que dément la direction générale des Finances publiques (DGFiP), alors que Mediapart maintient ses affirmations. Jérôme Cahuzac est soupçonné d'avoir sous-évalué la valeur de son appartement parisien, d'avoir déclaré un prêt parental déjà remboursé et de ne pas avoir déclaré certains biens. D'après le magazine Vanity Fair, Mediapart tenait une partie de ses informations de l’épouse de Cahuzac qui, assistée d’un détective, se venge d’avoir été trompée.
En juin 2013, Mediapart affirme que Jérôme Cahuzac touchait des pots-de-vin entre 1988 et 1991 lorsqu'il travaillait pour le ministre de la Santé, Claude Évin : ces pots-de-vin auraient été versés pour obtenir des décisions favorables du ministère dans l'attribution de scanners et d'IRM (appareils d'imagerie par résonance magnétique) à des établissements de santé.
Le 11 septembre 2013, il est de nouveau mis en examen, cette fois-ci pour « déclaration incomplète ou mensongère de son patrimoine par un membre du gouvernement », en raison de l'absence de la mention de son compte bancaire à l'étranger dans sa déclaration d'intérêt signée en mai 2012, après sa nomination en tant que ministre délégué au Budget.
À la rentrée 2013, il reçoit 35 000 euros de la part de la Financière Pinault pour un travail qui n'aurait jamais été effectué, entraînant perquisitions et enquêtes avant que l'affaire ne soit classée.
En mars 2014, son ex-épouse Patricia Cahuzac révèle l'existence d'un nouveau compte non déclaré, crédité de 2,5 millions d'euros, localisé sur l’île de Man, dont il avoue devant un juge avoir connu l'existence au moment de sa nomination comme ministre.
À compter du 1er juillet 2014, il est interdit d'exercer la médecine pendant trois mois, à la suite d'une sanction de l'ordre des médecins.
Le 5 janvier 2015, le parquet national financier requiert le renvoi en correctionnelle, notamment pour fraude fiscale, de l'ex-ministre du Budget dans l'affaire de son compte caché à l'étranger en Suisse puis à Singapour. Le 19 juin 2015, Jérôme Cahuzac est renvoyé devant le tribunal correctionnel de Paris pour fraude fiscale et blanchiment de fraude fiscale. Le journal L'Obs précise qu'« il sera également jugé pour avoir menti dans sa déclaration de patrimoine établie lors de son entrée au gouvernement, puisqu'il s'était évidemment abstenu à l'époque d'indiquer l'existence de son compte caché ». Sans nouvel emploi, il annonce en janvier 2016 être « à la retraite ». Le 3 avril 2016, la fuite de documents Panama Papers confirme de façon publique son implication en tant que propriétaire bénéficiaire de la société offshore Cerman Group Limited,.

#### Procès et condamnation
Le 5 septembre 2016 s'ouvre le procès pour fraude fiscale et blanchiment de fraude fiscale à la 32e chambre du tribunal correctionnel de Paris, au terme duquel le parquet requiert trois ans de prison ferme pour l'accusé et deux ans ferme pour son ex-épouse.
Jérôme Cahuzac est condamné le 8 décembre 2016, par le tribunal correctionnel de Paris, à trois ans de prison ferme (sans mandat de dépôt) et à cinq ans d'inéligibilité pour « fraude fiscale » et « blanchiment de fraude fiscale ». Le président du tribunal considère qu'étant « dépositaire de la responsabilité en matière d'imposition au sein du pouvoir exécutif (en tant que ministre du Budget), il incarnait la lutte contre la fraude fiscale » et que « sa faute est donc d'une extraordinaire gravité ». Il fait appel de la décision des juges et reste libre en attendant la tenue d'un nouveau procès, qui débute le 12 février 2018. Jérôme Cahuzac est défendu par les avocats pénalistes Éric Dupond-Moretti et Antoine Vey. Il est condamné le 15 mai 2018 à deux ans de prison ferme et deux ans avec sursis, 300 000 euros d'amende et cinq ans d'inéligibilité, ce qui pourrait lui permettre de bénéficier d'un aménagement de peine et de ne pas faire de prison ferme.
Le 10 avril 2019, la chambre d'appel de la cour d'instruction de Bastia accepte la demande de Jérôme Cahuzac d'un aménagement de peine avec le port d'un bracelet électronique. Cet aménagement permet à l'ancien ministre de ne pas avoir à séjourner en prison. Il est soumis à des contrôles pour les sorties de son domicile principal de résidence, qu'il a indiqué se trouver en Corse,,
Le 20 juin 2019, après avoir suspendu son autorisation d'installation en Corse, l’ordre des médecins autorise finalement Jérôme Cahuzac à exercer la médecine générale.
Il bénéficie d'une suspension de peine en avril 2020 et est libéré de son bracelet électronique pour exercer à plein-temps à l'hôpital pendant la pandémie de Covid-19. Toutefois, après le déconfinement, sa peine reprend son cours et il est convoqué pour se faire poser un nouveau bracelet.
Le 8 septembre 2020, il n'est plus contraint au port du bracelet électronique, après confirmation par la cour d'appel de Bastia de sa libération conditionnelle.

### Accusation de vol de chien d'aveugle
En 2005, une école des chiens d’aveugles confie temporairement à Jérôme Cahuzac un Golden Retriever nommé Bucky dont le coût est estimé entre 14 000 et 20 000 €. Durant l'été de la même année, l'homme politique déclare le chien perdu, alors qu'il est en réalité caché dans une résidence secondaire du Lot-et-Garonne. Jérôme Cahuzac affirme avoir régularisé la situation en 2012,.

## Détail des mandats et fonctions

### Au gouvernement
- 16 mai 2012 – 19 mars 2013 : ministre délégué au Budget auprès du ministre de l'Économie et des Finances (gouvernements de Jean-Marc Ayrault).

### À l’Assemblée nationale
- 12 juin 1997 – 18 juin 2002 : député, élu dans la 3e circonscription de Lot-et-Garonne.
- 20 juin 2007 – 16 juin 2012 : député, élu dans la 3e circonscription de Lot-et-Garonne.
- 20 juin 2012 – 21 juillet 2012 : député, élu dans la 3e circonscription de Lot-et-Garonne.
- 20 avril 2013 – 20 avril 2013 : député, élu dans la 3e circonscription de Lot-et-Garonne.
- 24 février 2010 – 16 juin 2012 : président de la commission des Finances, de l'Économie générale et du Contrôle budgétaire de l'Assemblée nationale.

### Au niveau local
- 1998-2001 : conseiller général de Lot-et-Garonne.
- 2001-2012 : maire de Villeneuve-sur-Lot.
- 2001-2008 : président de la communauté de communes du Villeneuvois.
- 2012-2014 : conseiller municipal de Villeneuve-sur-Lot.

### Autres fonctions
- 2012-2014 : président du conseil de surveillance de l'hôpital Saint-Cyr.